# Jani Klemenčič
Janez Klemenčič (ur. 21 września 1971 w Jesenicach) – słoweński wioślarz. Brązowy medalista olimpijski z Barcelony.
Brał udział w czterech igrzyskach (IO 92, IO 96, IO 00, IO 04). W 1992 brąz wywalczył w czwórce bez sternika. Wspólnie z nim płynęli Milan Janša, Sašo Mirjanič i Sadik Mujkič. W 2001 w tej samej konkurencji zdobył również brąz mistrzostw świata